# Dakota Goyo
Dakota Goyo (* 22. August 1999 in Toronto, Ontario als Dakota Avery Goyo) ist ein kanadischer Schauspieler, der seit 2014 nicht mehr aktiv ist.

## Leben und Karriere
Dakota Goyo wurde als jüngster von drei Söhnen von Debra, früheres Model und Sängerin, und David Goyo in Toronto geboren. Bereits im Alter von fünf Jahren bekam er seine erste Rolle in der Pilotfolge zur CBS-Serie Ultra, aus der letztendlich aber keine Serie entstand. Ebenfalls 2005 sprach er eine kurze Gastrolle in der Zeichentrickserie Jojos Zirkus. 2007 war er neben Samuel L. Jackson als Filmsohn von Josh Hartnett und Kathryn Morris im Film The Champ in der Rolle des Teddy Kernan zu sehen. Diese Rolle brachte ihm neben guten Kritiken auch eine Nominierung bei den Young Artist Awards 2008 in der Kategorie Bester Nebendarsteller in einem Spielfilm – zehn Jahre oder jünger ein. Im gleichen Jahr spielte er im Filmdrama Emotional Arithmetic die Rolle des Timmy Winters, den Urenkel von Susan Sarandons Figur. Es folgten 2009 die Rolle des Jack Carter im Film Defendor, ein Gastauftritt in der Mysteryserie The Listener – Hellhörig, sowie die Nebenrolle als Alwyn Jones in der Krimiserie Murdoch Mysteries. Im selben Jahr wurde er auch für die ABC-Serie Solving Charlie in der Titelrolle gecastet, wovon aber nur eine Pilotfolge produziert wurde. 2010 sprach er für die Zeichentrickserie Erdferkel Arthur und seine Freunde die Rolle des Timmy Tibble und absolvierte einen Gastauftritt in der kurzlebigen Fernsehserie Happy Town. Im Alter von zehn Jahren wurde er für die Rolle des Max Kenton in DreamWorks’ Science-Fiction-Film Real Steel ausgewählt. Für diese Rolle gewann Goyo bei den Young Artist Awards 2012 den Award als Bester Hauptdarsteller in einem Spielfilm und wurde bei den Saturn Awards 2012 als Bester Nachwuchsschauspieler nominiert. Nach Beenden der Dreharbeiten zu Real Steel stand er als junger Thor im gleichnamigen Film, der auf der ebenfalls gleichnamigen Comicfigur des Verlages Marvel basiert, vor der Kamera. 2011 übernahm er eine Rolle in R. L. Stines Mystery-Horror-Fernsehserie R. L. Stine’s The Haunting Hour. Ende 2012 übernahm Goyo die Synchronrolle des Jamie Bennett im computeranimierten 3D-Actionfilm Die Hüter des Lichts.

## Filmografie (Auswahl)
- 2005: Jojos Zirkus (Jojo’s Circus, Fernsehserie, eine Episode, Stimme)
- 2007: The Champ (Resurrecting the Champ)
- 2007: Emotional Arithmetic
- 2009: Defendor
- 2009: The Listener – Hellhörig (The Listener, Fernsehserie, Episode 1x01)
- 2009: Murdoch Mysteries (Fernsehserie, 3 Episoden)
- 2009: My Neighbor’s Secret
- 2010: Happy Town (Fernsehserie, Episode 1x06)
- 2010: Erdferkel Arthur und seine Freunde (Arthur, Fernsehserie, 4 Episoden, Stimme)
- 2011: Real Steel
- 2011: Thor
- 2011: R. L. Stine’s The Haunting Hour (Fernsehserie, Episode 2x04)
- 2012: Die Hüter des Lichts (Rise of the Guardians, Stimme von Jamie Bennett)
- 2013: Dark Skies – Sie sind unter uns (Dark Skies)
- 2014: Noah
- 2014: The Journey Home

## Auszeichnungen und Nominierungen
| Jahr | Auszeichnung       | Für                            | Kategorie                                                           | Resultat  |
| ---- | ------------------ | ------------------------------ | ------------------------------------------------------------------- | --------- |
| 2008 | Young Artist Award | The Champ                      | Best Performance in a Feature Film – Young Actor Age Ten or Younger | Nominiert |
| 2012 | Young Artist Award | Real Steel                     | Best Performance in a Feature Film – Leading Young Actor            | Gewonnen  |
| 2012 | Young Artist Award | R.L. Stine’s The Haunting Hour | Best Performance in a TV Series – Guest Starring Young Actor 11–13  | Nominiert |
| 2012 | Saturn Award       | Real Steel                     | Best Performance by a Younger Actor                                 | Nominiert |